# Белое Озеро (Акмолинская область)
Белое Озеро (каз. Белое Озеро) — село в Шортандинском районе Акмолинской области Казахстана. Входит в состав Петровского сельского округа. Код КАТО — 116847200.

## География
Село расположено в южной части района, на расстоянии примерно 31 километров (по прямой) к юго-западу от административного центра района — посёлка Шортанды, в 20 километрах к юго-востоку от административного центра сельского округа — села Петровка.
Абсолютная высота — 372 метров над уровнем моря.
Ближайшие населённые пункты: станция Тастак — на юге, станция Караадыр — на западе, село Петровка —  на северо-западе, село Новокубанка — на севере.

## Население
В 1989 году население села составляло 209 человек (из них русские — 61%).

В 1999 году население села составляло 186 человек (91 мужчина и 95 женщин). По данным переписи 2009 года, в селе проживало 160 человек (75 мужчин и 85 женщин).
| Численность населения | Численность населения | Численность населения |
| 1989                  | 1999                  | 2009                  |
| --------------------- | --------------------- | --------------------- |
| 209                   | ↘186                  | ↘160                  |

## Инфраструктура
В селе функционируют:
- основная школа
- сельский клуб

## Улицы
Улицы села:
- ул. Бирлик
- ул. Достык